# Lövglasvingeslända
Lövglasvingeslända (Stenopsocus immaculatus) är en insektsart som först beskrevs av Stephens 1836.  Lövglasvingeslända ingår i släktet Stenopsocus, och familjen glasvingestövsländor. Arten är reproducerande i Sverige.